# Nico Wegner
Nico Wegner (* 15. Mai 1995 in Siegburg) ist ein deutscher Volleyball- und Beachvolleyballspieler.

## Karriere Hallenvolleyball
Nico Wegner spielte in seiner Jugend beim TuS Mondorf und hier seit 2012 in der Regionalliga West. 2014 wechselte der Außenangreifer zum Drittligisten SSF Fortuna Bonn. Nach dessen Rückzug kehrte Wegner 2017 zurück zum inzwischen ebenfalls in der 3. Liga West spielenden TuS Mondorf, mit dem ihm 2019 der Aufstieg in die 2. Bundesliga Nord gelang. In der Saison 2020/21 wurde er mit neun Medaillen (6 mal Gold, 3 mal Silber) wertvollster Spieler („Most Valuable Player“) der Liga. 2022 gewann er mit Mondorf die Meisterschaft. In der Saison 2022/23 erreichte der Außenangreifer mit Mondorf erneut den ersten Platz in der zweiten Liga.
Anschließend wechselte er zum Erstligisten SWD Powervolleys Düren. In der Saison 2023/24 unterlagen die SWD Powervolleys im DVV-Pokal hingegen bereits im Viertelfinale gegen die WWK Volleys Herrsching und im CEV-Pokal schieden sie im Achtelfinale aus. In den Bundesliga-Playoffs verloren die SWD Powervolleys als Tabellensechster im Viertelfinale gegen den VfB Friedrichshafen. Im DVV-Pokal 2024/25 unterlagen die Dürener mit 2:3 im Finale gegen die Berlin Recycling Volleys. Anschließend mussten sie sich in den Bundesliga-Playoffs wie im Vorjahr im Viertelfinale gegen den VfB Friedrichshafen geschlagen geben. Auch in der Saison 2025/26 spielt Wegner für die SWD Powervolleys.

## Karriere Beachvolleyball
Seit 2014 spielt Wegner auch Beachvolleyball auf Turnieren in Nordrhein-Westfalen. 2018 spielte er mit Fabian Kaiser und 2019 mit Nick Herbertz. Von 2020 bis 2023 war Fabian Kaiser wieder sein Partner im Sand. 2021 spielte Wegner an der Seite von Manuel Harms bei der German Beach Trophy in Düsseldorf. Bei der German Beach Tour 2022 schafften es Kaiser/Wegner nicht ins Hauptfeld. Sie gewannen jedoch die deutsche Hochschulmeisterschaft und einige niederrangigere Turniere. Auf der German Beach Tour 2023 kam Wegner mit Jonas Reinhardt und Manuel Harms ins Hauptfeld. Seit 2024 spielt Wegner mit Luis Kubo. Auf der German Beach Tour 2024 kam er mehrmals unter die besten Acht, allerdings bei zwei Turnieren mit Jonas Sagstetter bzw. Luis Henrichs als Ersatzpartner. Am Saisonende spielte er mit Kubo seine erste deutsche Meisterschaft.